# Photedes enervata
Photedes enervata, cho đến gần đây là Hypocoena enervata) là một loài bướm đêm thuộc họ Noctuidae. Nó được tìm thấy ở marshes along the Atlantic bờ biển của Bắc Mỹ, with scattered inland wetlands records từ Nova Scotia và New Brunswick phía nam đến Florida.
Ấu trùng ăn Spartina alterniflora.